# راية النصر (أذربيجان)

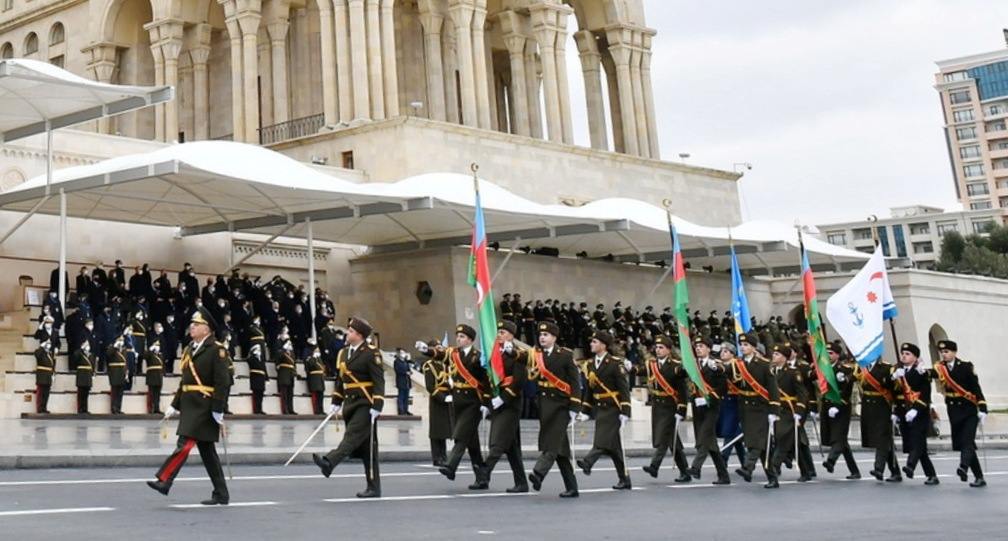
راية النصر في موكب النصر في باكو 2020

راية النصر (بالأذرية: Zəfər bayrağı)‏ هي اللافتة التي رفعها جنود القوات المسلحة الأذربيجانية على مبنى السلطة التنفيذية لمدينة شوشا في 8 نوفمبر 2020، بعد معركة استمرت ثلاثة أيام للسيطرة على المدينة. راية النصر هو الرمز الرسمي لانتصار الشعب الأذربيجاني على الانفصاليين خلال حرب مرتفعات قره باغ 2020.

## الأحداث مع الراية
تم عرض راية النصر في موكب النصر2020. تم إحضار شعار النصر، الرمز الرئيسي لانتصار أذربيجان في حرب قره باغ الثانية، إلى الميدان خلال عرض عسكري من قبل مجموعة بقيادة بطل الحرب الوطنية اللواء زاؤر جوانشير، الذي تم تعيينه كمدير للمدينة. القائد الأول بعد السيطرة على شوشا.
اللافتة محفوظة حاليا في وزارة الدفاع. سيتم عرضه في مجمع النصب التذكاري للحرب الوطنية ومتحف النصر الذي سيتم إنشاؤه بأمر من رئيس جمهورية أذربيجان إلهام علييف بتاريخ 3 ديسمبر 2020.